# NGC 3038
NGC 3038 في الفهرس العام الجديد، هي مجرة، تقع في كوكبة مفرغة الهواء. اكتشفت في 27 فبراير 1886 بواسطة لويس سويفت.

## روابط خارجية
- NGC 3038 على موقع ويكي سكاي: DSS2, SDSS, GALEX, IRAS, Hydrogen α, X-Ray, Astrophoto, Sky Map, Articles and images